# Arthroleptis stenodactylus
Arthroleptis stenodactylus är en groddjursart som beskrevs av Pfeffer 1893. Arthroleptis stenodactylus ingår i släktet Arthroleptis och familjen Arthroleptidae. IUCN kategoriserar arten globalt som livskraftig. Inga underarter finns listade i Catalogue of Life.